# Prosiaczek
Prosiaczek (ang. Piglet) – postać fikcyjna ze świata książek dla dzieci o Kubusiu Puchatku, mała świnka.
Spokojny, nieśmiały, pracowity i lękliwy. Mieszka w starym buku na południe od chatki Puchatka. W czasie zimy nosi biały szalik. Jego najlepszym przyjacielem jest Puchatek. Lubi żołędzie.
Postać Prosiaczka pojawia się często w filmach animowanych z Kubusiem. W wersji oryginalnej głosu użycza mu John Fiedler, zaś w wersji polskojęzycznej – Mirosław Wieprzewski, Tomasz Steciuk i Sebastian Perdek.